# Pachysphinx populicola
Pachysphinx populicola är en fjärilsart som beskrevs av Jean Baptiste Boisduval 1875. Pachysphinx populicola ingår i släktet Pachysphinx och familjen svärmare. Inga underarter finns listade i Catalogue of Life.